# Flávia Schilling
Flávia Inês Wesp Schilling (Santa Cruz do Sul, 26 de abril de 1953) é uma pedagoga,  socióloga, professora e escritora brasileira.

## Exílio
Filha do escritor e militante político brasileiro Paulo Schilling, assessor de Leonel Brizola,  Flávia vivia com sua família no Uruguai, desde que seu pai fora obrigado a sair do Brasil, logo após o golpe militar de 1964.

## Militância e prisão
Filiou-se à Federação dos Estudantes Revolucionários e pouco  depois abandonaria seus estudos de medicina para dedicar-se ao Movimento de Libertação Nacional (MLN), ligado aos Tupamaros , organização  guerrilheira  que atuou   entre  1962 (oficialmente, a partir de 1965) e 1972, no Uruguai. Flávia Schilling tinha 19 anos em 24 de novembro de 1972, quando foi baleada no pescoço e presa, juntamente com seu companheiro, Rubén, em Montevidéu.  Durante sete anos e meio, permaneceria no Penal de Punta de Rieles, a 14 km de Montevidéu, então um presídio destinado a presas políticas. Em 1974, seu pai, Paulo, sua mãe, Ingeborg Maria, e suas irmãs, Valéria e Andreia, expulsos do Uruguai, seguiriam para a Argentina. Somente uma irmã, Cláudia, ficou em Montevidéu, dando assistência a Flávia.

## Campanha pela libertação
A luta pela libertação de Flávia Schilling começou junto com a implantação dos Comitês pela Anistia no Brasil. O 1º Congresso pela Anistia, realizado em novembro de 1979, em São Paulo, incluiu entre as suas campanhas a libertação de Flávia Schilling.
O caso de Flávia acabou tendo grande repercussão pela imprensa, no Brasil e, em razão de sua ascendência, também na Alemanha . Quando a lei da anistia foi promulgada no Brasil  todos os exilados podiam retornar, mas não Flávia Schilling, que fora condenada a 10 anos de prisão no Uruguai. A luta por sua libertação intensificou-se à medida em que os demais exilados voltavam. Foi tão grande a mobilização popular que o governo Figueiredo também passou a pressionar o governo uruguaio. Mesmo dentro do Uruguai, jornalistas brasileiros aguardavam a promulgação do que chamavam "Lei Flávia Schilling",  a esperada anistia da militante brasileira.

## Libertação
Afinal a ditadura uruguaia cedeu. Foi decretada a expulsão de todos os militantes estrangeiros presos. Dessa forma, não somente  Flávia, mas cerca de 20 italianos e espanhóis foram soltos e expulsos do país. Flávia foi libertada  em 14 de abril de 1980.
O livro Querida família:, publicado em  1978, contém as cartas que enviou a sua família, quando estava presa. Em seu segundo livro, Querida Liberdade, de 1980, conta sua experiência no cárcere.

## Livros publicados ou organizados
- SCHILLING, Flávia. (Org.). Direitos Humanos e Educação. Outras palavras, outras práticas. 2ª ed. São Paulo: Cortez Editora, 2011. 271 p.
- SCHILLING, Flávia. ; BUORO, A. ; SINGER, H. ; SOARES, M. . Violência Urbana, dilemas e desafios. 5ª ed. São Paulo: Editora Atual, 2010. 72 p.
- SCHILLING, Flávia. Sociedade da Insegurança, violência na escola.  São Paulo: Editora Moderna, 2004. 110 p.
- SCHILLING, Flávia. (Org.) ; MELLO, I. I. (Org.) ; PAVEZ, G. (Org.) . Reflexões sobre Justiça e Violência. O atendimento a familiares de vítimas de homicídio. São Paulo: EDUC/ Imprensa Oficial, 2002. 246 p.
- SCHILLING, Flávia  (Org.). Pode ser diferente: caderno sobre violência e discriminação. São Paulo: Instituto São Paulo contra a violência/ Cenafoco, 2002.
- SCHILLING, Flávia . Corrupção: ilegalidade intolerável? CPIs e a luta contra a corrupção no Brasil (1980-1992). São Paulo: Editora do IBCCrim/ Centro Jurídico Damásio de Jesus, 1999.
- SCHILLING, Flávia. ; SINGER, H. ; BUORO, Andrea ; SOARES, M. . Violência Urbana: dilemas e desafios. São Paulo: Editora Atual, 1999.
- SCHILLING, Flávia. Querida Liberdade. São Paulo: Editora Global, 1980.
- SCHILLING, Flávia. Querida Família. Porto Alegre: Editora Coojornal, 1978.